# Ciudad universitaria
Una ciudad universitaria es una ciudad en cuya población predomina la formada por estudiantes universitarios. Puede existir una única universidad o puede haber pequeñas instituciones agrupadas. También se habla de ciudades universitarias en casos en los que la población universitaria no es grande pero la presencia de instituciones universitarias influye de forma importante en la economía y la cultura de la ciudad. La universidad puede ser el principal lugar de trabajo de la ciudad.

## Descripción
En Europa, las ciudades universitarias generalmente se caracterizan por tener una universidad antigua, a menudo fundada antes del siglo XIX. La economía de la ciudad está estrechamente relacionada con la actividad de la universidad, que puede incluir editoriales universitarias, bibliotecas, laboratorios, incubadoras de empresas, residencias para estudiantes, etcétera. Además, la historia de la ciudad está normalmente ligada a la historia de la universidad. Muchas ciudades universitarias europeas no solo han sido lugares importantes en los terrenos científico y educativo, sino también centros con gran influencia política, cultural y social en sus respectivas sociedades durante siglos. La "primera ciudad universitaria planificada del mundo" fue la Universidad de Alcalá en 1499, reconocido por ese motivo como Patrimonio de la Humanidad por la UNESCO en 1998. Otros ejemplos de este tipo de ciudades son Oxford, Cambridge, Bolonia, Coímbra, Salamanca o Heidelberg.

## Relaciones entre estudiantes y locales
La gran cantidad de población atraída por la universidad puede entrar en conflicto con la población local permanente. Los estudiantes pueden provenir de lugares con distintas culturas, y en general su estructura demográfica se concentra en una estrecha franja de población joven cuyos hábitos de vida pueden ser diferentes de los de la población local más envejecida.

## Barrios o distritos llamados Ciudad Universitaria
- León (Nicaragua)
- Ciudad Universitaria de Albacete (España)
- Ciudad Universitaria Armando de Salles Oliveira (Brasil)
- Ciudad Universitaria Bárbula (Venezuela)
- Ciudad Universitaria de Bogotá (Colombia)
- Ciudad Universitaria de Buenos Aires (Argentina)
- Ciudad Universitaria de Posadas (Argentina)
- Ciudad Universitaria de Caracas (Venezuela)
- Ciudad Universitaria de Charlotte (Estados Unidos)
- Ciudad Universitaria de Concepción (Chile)
- Ciudad Universitaria BUAP (México)
- Ciudad Universitaria de Córdoba (Argentina)
- Ciudad Universitaria de Oxford (Reino Unido)
- Ciudad Universitaria de Dublín (Irlanda)
- Ciudad Universitaria (República Dominicana)
- Ciudad Universitaria de Filadelfia (Estados Unidos)
- Ciudad Universitaria de Hong Kong (China)
- Ciudad Universitaria de Lisboa (Portugal)
- Ciudad Universitaria de Londres (Inglaterra)
- Ciudad Universitaria de Los Ángeles (Estados Unidos)
- Ciudad Universitaria de Madrid (España)
- Ciudad Universitaria de la USAC (Guatemala)
- Ciudad Universitaria de Málaga (España)
- Ciudad Universitaria de Medellín (Colombia)
- Ciudad Universitaria de Nueva York (Estados Unidos)
- Ciudad Universitaria Octavio Méndez Pereira (Panamá)
- Ciudad Universitaria de París (Francia)
- Ciudad Universitaria de Rosario (Argentina)
- Ciudad Universitaria de San Diego (Estados Unidos)
- Ciudad Universitaria de la UANL (México)
- Ciudad Universitaria de la UES (El Salvador)
- Ciudad Universitaria de la Universidad Central del Ecuador (Ecuador)
- Ciudad Universitaria de la UNAH (Honduras)
- Ciudad Universitaria de la UNAM (México)
- Ciudad Universitaria de la UAEH (México)
- Ciudad Universitaria de la Universidad Nacional Mayor de San Marcos (Perú)
- Ciudad Universitaria del Gran Valparaíso (Chile)
- Ciudad Universitaria de Washington DC (Estados Unidos)
- Ciudad Universitaria Meléndez (Colombia)
- Ciudad Universitaria de la UACJ (México)